# 闻海虎
闻海虎（1964年8月—），南京大学物理学院教授，长江学者奖励计划特聘教授。

## 生平
1985年本科毕业于安徽大学物理系，1991年毕业于中国科学院等离子体所，获博士学位。2013年因在铁基超导研究方面的贡献获国家自然科学一等奖。